# Béguéné
Beguené est une commune du Mali, dans le cercle de Bla et la région de Ségou.
Elle est située au centre-ouest du pays et au sud de la région de Bla, à une courte distance à l’est de la capitale nationale, Bamako, et au nord de la frontière avec la région de Sikasso.